# Erik Audé
Erik Anthony Audé (ur. 5 kwietnia 1980 r. w Beverly Hills w stanie Kalifornia) – amerykański aktor filmowy i telewizyjny, kaskader oraz pokerzysta.

## Życiorys
Urodzony w Beverly Hills, uczęszczał do Bethel Christian School w Lancaster. W szkole średniej był gwiazdorem drużyny futbolu amerykańskiego.

### Kariera filmowa i telewizyjna
Debiutował rolą Travisa Bayera w operze mydlanej Moda na sukces (The Bold and the Beautiful, 1997). W 1999 zagrał żołnierza w filmie akcji Inferno: Piekielna walka (Inferno), reklamowanym nazwiskiem Jean-Claude’a Van Damme’a. Rok później wystąpił w komedii Stary, gdzie moja bryka? (Dude, Where's My Car?). W 2006 pojawiał się jako Scott Worthington w serialu The N Ponad falą (Beyond the Break). W thrillerze Niebezpieczne tajemnice (Balancing the Books, 2009) odegrał Mike’a, a w horrorze Q for Death (2010) − oficera Banksa. W latach 2010–2015 grał w telenoweli Dni naszego życia (Days of Our Lives). Wystąpił następnie w filmach To My Future Assistant (2013), The Pain Killers (2013) i HorrorCon (2014). W 2014 premierę miał dramat wojenny Snajper (American Sniper). Audé zagrał w nim drugoplanową rolę Thompsona, a na ekranie towarzyszył Bradleyowi Cooperowi.
Pracuje także jako kaskader, a okazjonalnie jako producent filmowy. Wykonawczo wyprodukował horror The Devil's Dozen z 2013 roku.

### Aresztowanie i pobyt w więzieniu
Pracował jako trener na siłowni. W 2002 roku Razmik Minasian (alias Rai Gharizian), armeński klient obiektu, namówił Audé, by przewiózł próbki skór z Islamabadu do Stanów Zjednoczonych. Minasian zataił przed mężczyzną fakt, że skórzane spódnice i kurtki, które będzie miał w walizce, kryją w sobie opium. 15 lutego 2002 Audé został aresztowany na porcie lotniczym Islamabad; władze Pakistanu zarzuciły mu próbę przemytu 3,6 kg opium. W więzieniu Adyala w Rawalpindi miał spędzić w sumie siedem lat, lecz został z niego wypuszczony w grudniu 2004 roku, na polecenie gubernatora stanu Nowy Meksyk Billa Richardsona. Audé uznano za niewinnego, jako że nie mógł wiedzieć o planowanym przemycie.
Audé był w Pakistanie torturowany. Funkcjonariusze DEA siłą próbowali zmusić go, by wyznał, że przemyca narkotyki. Poddawano go wstrząsom elektrycznym, bito go po stopach kijem, bito po twarzy i upokarzano. Jako jedyny Amerykanin w Adyali Audé był atakowany przez innym więźniów, z którymi regularnie wdawał się w walki. Uznany za agresywnego, mężczyzna został umieszczony w karcerze. W ekstremalnie ciasnej, ciemnej celi spędził w sumie sto trzydzieści dwa dni.
Historia jego pobytu w więzieniu i torturowania została przedstawiona w serialu dokumentalnym National Geographic Channel Koszmarna wyprawa (Locked Up Abroad), w odcinku Z Hollywood do piekła (From Hollywood to Hell).

## Filmografia (wybór)
Filmy fabularne/krótkometrażowe
- 1999: Inferno: Piekielna walka (Inferno) jako żołnierz
- 2000: Stary, gdzie moja bryka? (Dude, Where's My Car?) jako muskularny mężczyzna
- 2002: Wieczny student (Van Wilder) jako student sztuki samoobrony
- 2006: Posejdon (Poseidon) jako ochroniarz
- 2006: Na ostrzu: Droga po złoto (The Cutting Edge: Going for the Gold) jako kelner nad basenem
- 2009: Niebezpieczne tajemnice (Balancing the Books) jako Mike
- 2010: Q for Death jako oficer Banks
- 2011: Cowboys and Indians jako dżentelmen James Carter
- 2012: The ABCs of Death jako wojownik (segment D is for Dogfight)
- 2013: To My Future Assistant jako Hank
- 2013: The Pain Killers jako Roman
- 2013: Cienie nad wzgórzami (Shadow on the Mesa) jako Thor Welsh
- 2014: HorrorCon jako Dane Harding
- 2014: Snajper (American Sniper) jako Thompson
- 2015: Legend jako oficer Kelly
- 2016: Swap (także WEAPONiZED) jako policjant
- 2017: Death House jako Randy, gwałciciel

Seriale telewizyjne/internetowe
- 1997: Moda na sukces (The Bold and the Beautiful) jako Travis Bayer
- 2006: Ponad falą (Beyond the Break) jako Scott Worthington
- 2010-2015: Dni naszego życia (Days of Our Lives) jako Lamar/przestępca/diler

W roli samego siebie
- 2012: Koszmarna wyprawa (Locked Up Abroad)